# Ешич, Милан
Милан «Ибра» Ешич (серб. Милан "Ибра" Јешић; 11 октября 1914, Дони-Петровци — 16 октября 1986, Белград) — югославский военачальник времён Народно-освободительной войны Югославии, генерал-полковник ЮНА, общественно-политический деятель Социалистического автономного края Воеводины и Народный герой Югославии.

## Биография
Родился 11 октября 1914 года в селе Дони-Петровцы у Румы в крестьянской семье. Занимался земледелием до 1941 года. Призван в Югославскую королевскую армию в Апрельской войне, на момент капитуляции был поднаредником запаса. Арестован, брошен в концлагерь Баница, откуда сбежал в родное село и ушёл в партизанское подполье. В ноябре 1941 года принёс присягу партизанскому движению, занялся мобилизацией добровольцев. В марте 1942 года чудом избежал отправки в Германию на принудительные работы и повёл группу земляков к горе Фрушке.
27 марта 1942 Ешич стал бойцом Фрушкогорского партизанского отряда и начал участие в акциях отряда. С 10 мая того же года — член Коммунистической партии Югославии. Позднее командовал взводом в 4-й роте 1-го Сремского партизанского отряда. 12 июля 1942 с группой из 13 бойцов по приказу КПЮ отправился в Посавину, где занялся подготовкой диверсантов, уничтожавших урожай. 31 июля вошёл в Посавский партизанский отряд, возглавив 21 октября 1942 его роту. Осенью того же года отряд влился в состав 6-й восточнобоснийской ударной бригады и перешёл в Боснию и Герцеговину. Ешич участвовал во всех боях бригады против немцев и коллаборационистов и как командир, и как рядовой боец.
С февраля по сентябрь 1943 года он командовал ротой и батальоном 2-й воеводинской бригады, с сентября 1943 по июль 1944 — заместитель и исполняющий обязанности командира 1-й воеводинской бригады. Сражался против врага у Ораховицы, Чачинаца, Славонски-Шамаца, Сребреницы, Власеницы, Маевицы, Семберии и Срема. В июле 1944 года командовал 7-й воеводинской ударной бригадой, сражаясь против немцев у Илока и при форсировании Дуная у Батины. В марте 1945 года его бригада сражалась в Болманской битве. 1 декабря 1944 вместе со своей бригадой удостоен личной благодарности от Иосипа Броза Тито.
После войны Ешич служил в Югославской народной армии, окончил Высшую военную академию. Командовал полком и бригадой, работал в военных округах. Вышел на пенсию в 1964 году в звании полковника ЮНА. Занимал пост Воеводинского краевого комитета военачальников запаса, был депутатом в местной Скупщине, состоял в отделениях Союза объединения бойцов Народно-освободительной войны и Социалистического союза трудового народа Югославии.
Скончался 16 октября 1986 года в Белграде, похоронен на Аллее народных героев на Нови-Садском городском кладбище. Кавалер ряда орденов и медалей: орденом Народного героя Югославии награждён 2 октября 1953 года. Также удостоен болгарского ордена «За храбрость» IV степени.